# P. J. Proby
P.J. Proby (né James Marcus Smith, le 6 novembre 1938 à Houston, Texas) est un chanteur américain.

## Discography

### Albums
- I am P.J. Proby (1964)
- P.J. Proby (1965)
- P.J. Proby In Town (1965)
- Enigma (1966)
- Phenomenon (1967)
- Believe It or Not (1968)
- Three Week Hero (1969)
- California License (1970)
- I'm Yours (1972)
- Focus con Proby (1978)
- The Hero (1981)
- Clown Shoes (1987)
- Thanks (1991)
- The Savoy Sessions (1995)
- Legend (1996)
- Memories (2003)
- Sentimental Journeys (2003)
- Wanted (2003)
- 20th Century Hits (2005)
- Best Of The EMI Years 1961-1972 (2008)